# Vasa (hajó)
A Vasa svéd hadihajót 1626–1628 között építették II. Gusztáv Adolf svéd király megrendelésére. A svéd király a harmincéves háború alatt, a Lengyelország elleni harcok miatt rendelte meg a hajót. A feltörekvő, tengeri nagyhatalommá váló evangélikus svédek biztosítani akarták a stratégiai jelentőségű kender importját az új hajóik kötélzetéhez az akkoriban a katolikus lengyelek befolyása alatt álló Baltikumból. A stratégiai és vallási okokon túl személyes indok is vezette Gusztáv Adolfot: a lengyel uralkodó saját unokatestvére, III. Zsigmond volt, aki 1599-ig a svéd trónt is birtokolta, ám vallási okokból kénytelen volt lemondani. Gusztáv Adolf remélte, hogy a két országot ismét egyesítheti.

## A hajó építése

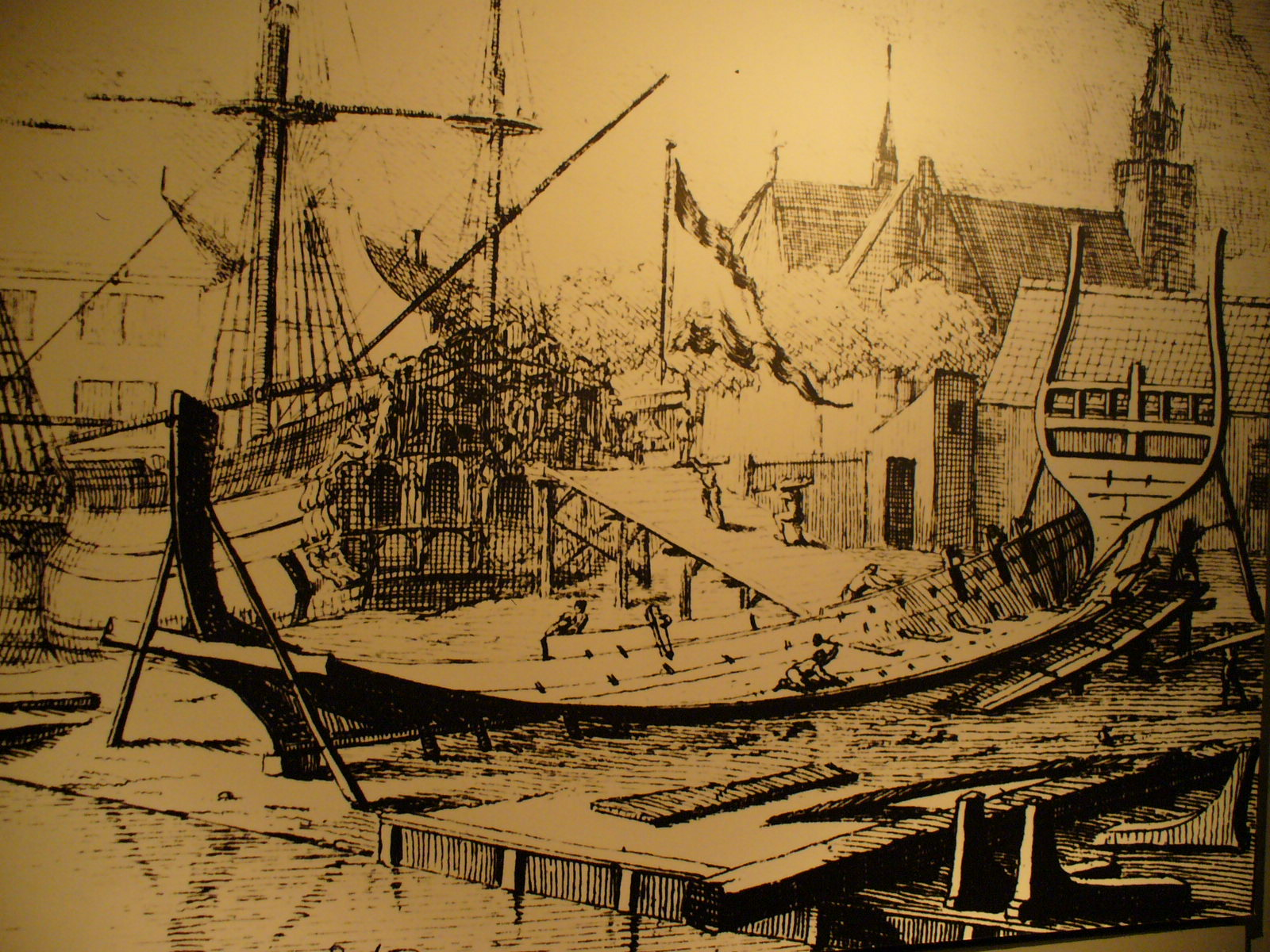
A Vasa építését ábrázoló metszet

A Vasa már méreteivel is félelmet keltett volna a csatákban, tűzereje egymagában felért a teljes lengyel flotta tűzerejével. A király sajnálatos módon aktívan részt vett a hajó tervezésében. Mivel megtudta, hogy az ellenfél is egy nagy hajót épít, 1627-ben változtatásokat kért a hajóján:
Miután a hajógerincet már elkészítették jelentősen megnöveltette azt, valamint egy második ágyú-fedélzetet is beépíttetett. A fő hajóépítő mester, a dán Henrik Hybertsson megbetegedett és meghalt az építés közben, így tapasztalatlan tanítványára hagyva a hajó elkészítését. A korabeli hajóépítésben nem alkalmaztak tervrajzokat, hanem a mester fejében volt a terv, és ő irányított mindent. 
A változtatásokkal azonban a hajó egyensúlya felbomlott, a hasában lévő ballaszt-kövek már nem voltak képesek ellensúlyozni a magas és nehéz felépítményt. Az alsó ágyú-fedélzet is módosult: a nagyobb kaliberű ágyúkhoz nagyobb lőréseket építettek.

## A hajó elsüllyedése

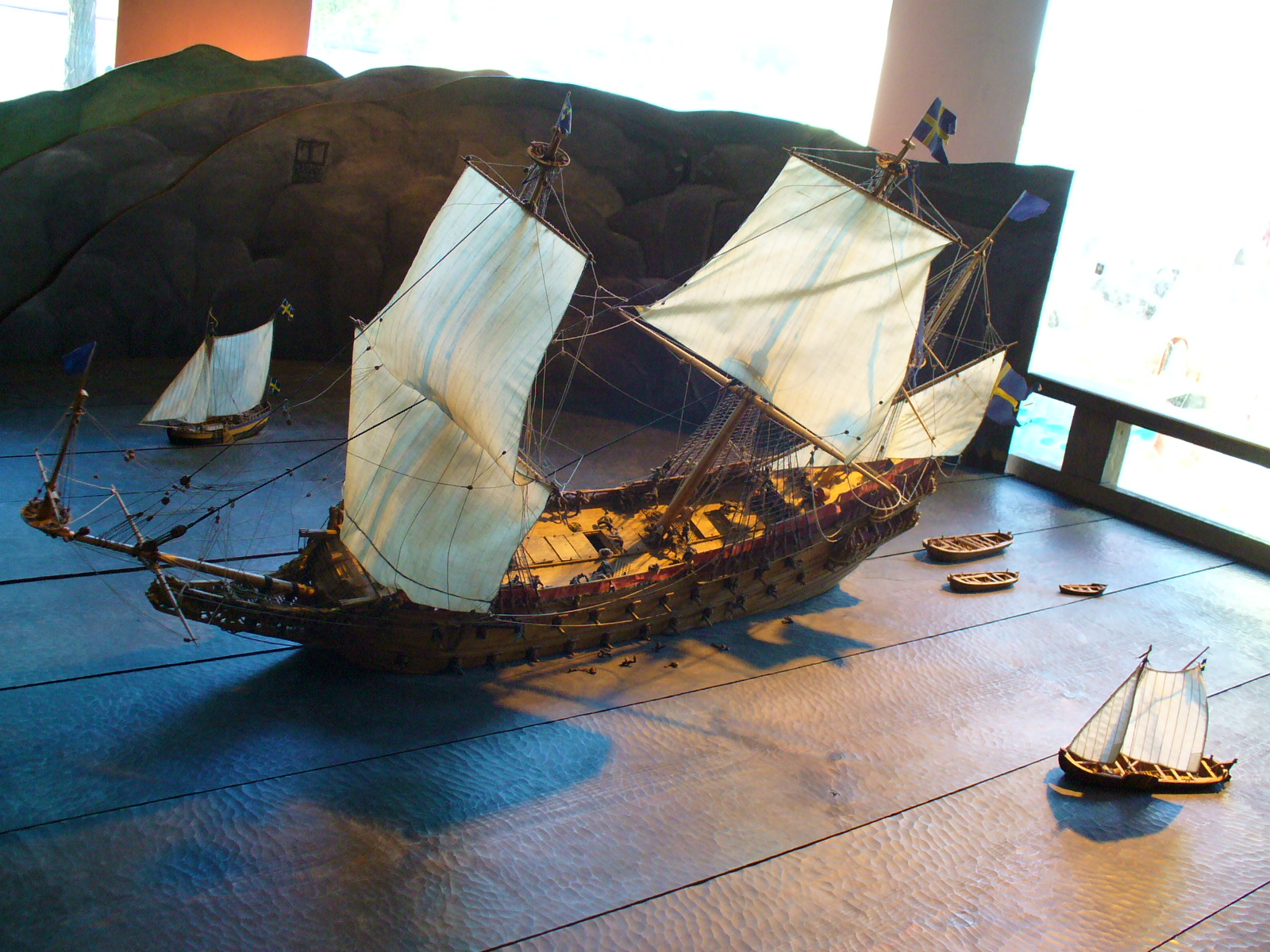
Vasa-makett, amely az elsüllyedést mutatja be

Az elkészült hajó korának egyik legjobban felszerelt hadihajója volt, 64 ágyúval rendelkezett, viszont a szélességéhez képest túl hosszú és túl magas volt. A szokásos stabilitási próbán – amikor harminc matróz fut egyszerre egyik oldalról a másikra, így próbálván felborítani a hajót – a Vasa erősen megdőlt. Mivel ezt senki nem merte a király tudomására hozni, a hajót késznek nyilvánították.
1628. augusztus 10-én a Vasa vitorlát bontott a stockholmi kikötőben, a Gamla Stan déli csücskétől, hogy megtegye első útját. Szép idő volt, nem számítottak hullámzásra, így az ágyúnyílások nyitva voltak. Ám egy hirtelen széllökés a hajót annyira megdöntötte, hogy ezeken át beömlött a víz.
A hajó valamivel kevesebb mint 1300 métert tett meg a vízrebocsátása óta, és máris elsüllyedt a stockholmi kikötő közepén, 50 matróz halálát okozva.
Értékes bronzágyúiból nagyjából 50-et búvárharangok segítségével felszínre hoztak 1664-65-ben. Az akkori kivizsgálás feltárta a tervezési hibákat, és az elégtelen mennyiségű ballasztot jelölte meg a szerencsétlenség fő okozójának.
A hajótestet végül is nem emelték ki, így az 30 méter mélyen, szinte teljes épségben megőrződött a tenger fenekén.

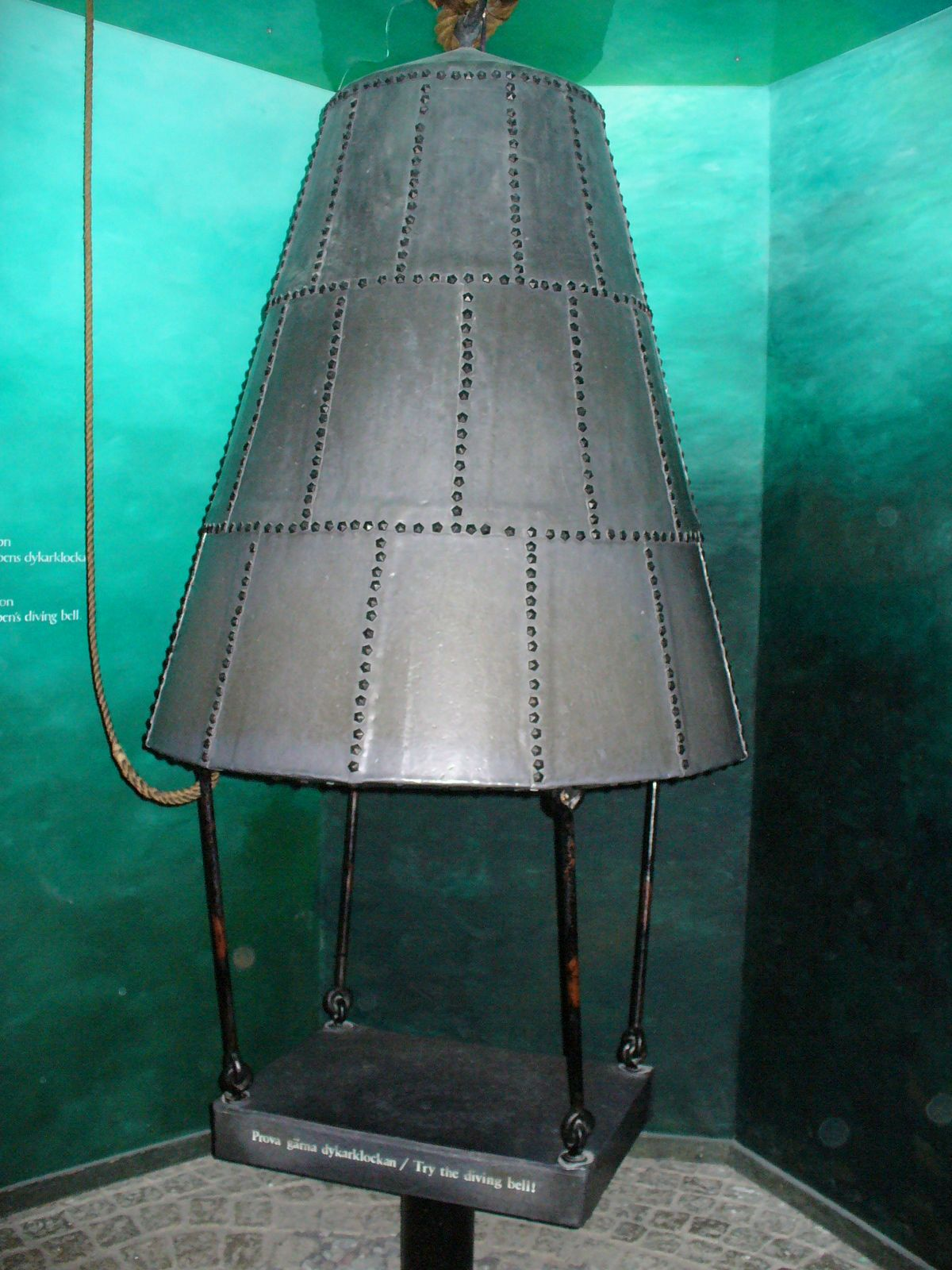
Az ágyúk kiemeléséhez ilyen búvárharangot használtak

## A hajó kiemelése

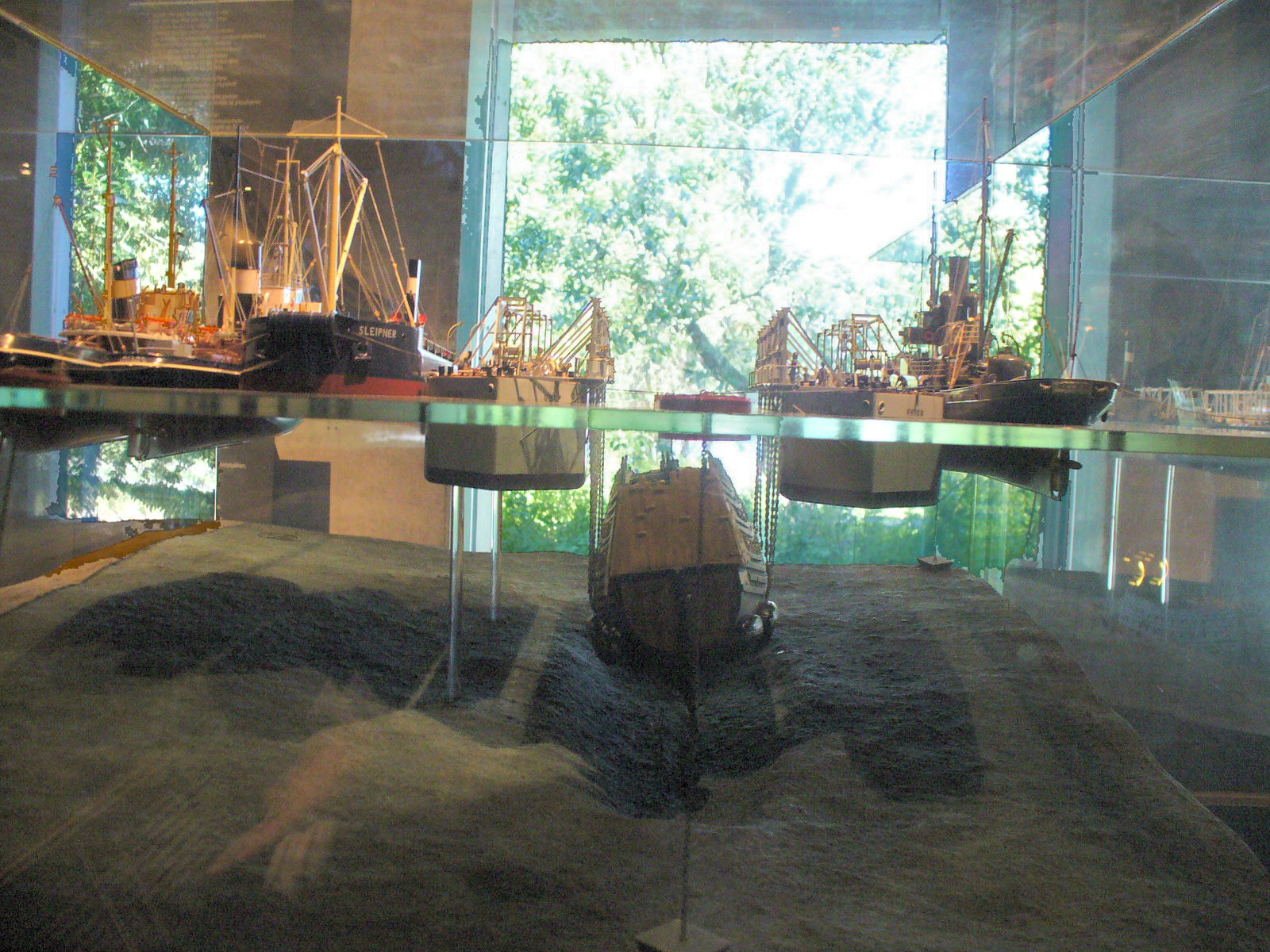
A Vasa kiemelése, makett. Láthatóak a pontonok a még víz alatt lévő Vasa mellett

Anders Franzén (1913–1997), svéd tenger-történész elkezdte kutatni a Balti-tenger hajóroncsait, mivel rájött, hogy a Balti-tengerben nem él meg a hajóféreg, ami más tengerekben tönkreteszi a fa hajóroncsokat. Elkezdte keresni a Vasát is. A keresést azzal kezdte, hogy feltérképezte a stockholmi kikötő 30 méternél mélyebb vizeit. Végül 1956 augusztusában a véletlennek köszönhetően fedezték fel a maradványokat: az öböl egyik részén építkezés indult, s a mederkotrások elkorhadt fadarabokat hoztak a felszínre. A fadarabok a Vasáról származtak, amelyet így szerencsésen megtaláltak 32 méter mélyen, függőleges (normális) helyzetben. A felfedezés jelentősége, hogy addig nem tudtak semmit a 17. század első felének hajóépítéséről: sem rajz, sem másik hajó nem maradt fenn. A további történelmi leletek is jelentősek voltak, a kutatók mintegy 26 000 tárgyat találtak a hajón és környékén. A vitorlákon, csomókon, hordókon, szobrokon, görgőkön, holttesteken kívül sok használati tárgy is megmaradt, amelyek sokat segítenek a kor életmódjának feltérképezésében. A hajón talált egyetlen nemesfém lelet a kapitány gyűrűje volt.
A kiemeléshez a hajótest alatt 6 alagutat ástak. Ez öt búvárnak körülbelül egy évig tartott. A járatokon acélsodronyokat vezettek át, amiket két ponton tartott. Ezek segítségével a Vasat 1959 augusztusában megemelték, és 16 lépésben óvatosan sekélyebb vízbe vontatták, mindig csak keveset emelve rajta. Ott aztán (nagyjából) vízhatlanul betömték a réseit, és megerősítették a kiemelés előtt – az ágyú-nyílásokat lezárták, az elrozsdásodott fém szegecsek helyét bedugaszolták. A kiemelésre 1961. április 24-én került sor, melyet a TV élőben közvetített. Reggel 9:03-kor bukkant a felszínre a Vasa első darabkája. Egy szivattyúval elkezdték kipumpálni a vizet a hajóból (gyorsabban, mint ahogy az visszaszivárgott), így a Vasa lassan a felszínre emelkedett.
Ezután a hajót egy szárazdokkhoz vontatták. Az utolsó métereket egyedül kellett megtennie, mert a pontonoknak nem volt hely a dokkban. Ezért a dokk előtt – miközben folyamatosan permetezték – két hét alatt betömködték az utolsó lyukakat is. A Vasa ismét hajó volt, úszott a vízen.
A szárazdokkban kezdődött meg az átnedvesedett hajómaradvány tanulmányozása és konzerválása, amelynek során polietilén-glikolt (PEG) használtak – ez a viaszos anyag átitatja a fa szerkezetet és kiszorítja belőle a vizet. Összesen 17 évre volt szükség, hogy a PEG-permet teljesen átitassa az egész hajót, ezt lassú szárítás követte. A legutóbbi eredmények szerint ez a konzerválási módszer a fa szerkezetet rideggé, törékennyé teszi. Ráadásul a környék vizeinek magas oldott kéntartalma szennyeződés formájában a hajótest anyagában maradt, ami mostanában, a levegő oxigénjének hatására kezd kénsavvá alakulni, s félő, hogy ez szétmállasztja a faanyagot. A restaurátorokat így továbbra is foglalkoztatja a hajó jó állapotban történő megőrzése.

## A Vasa múzeum

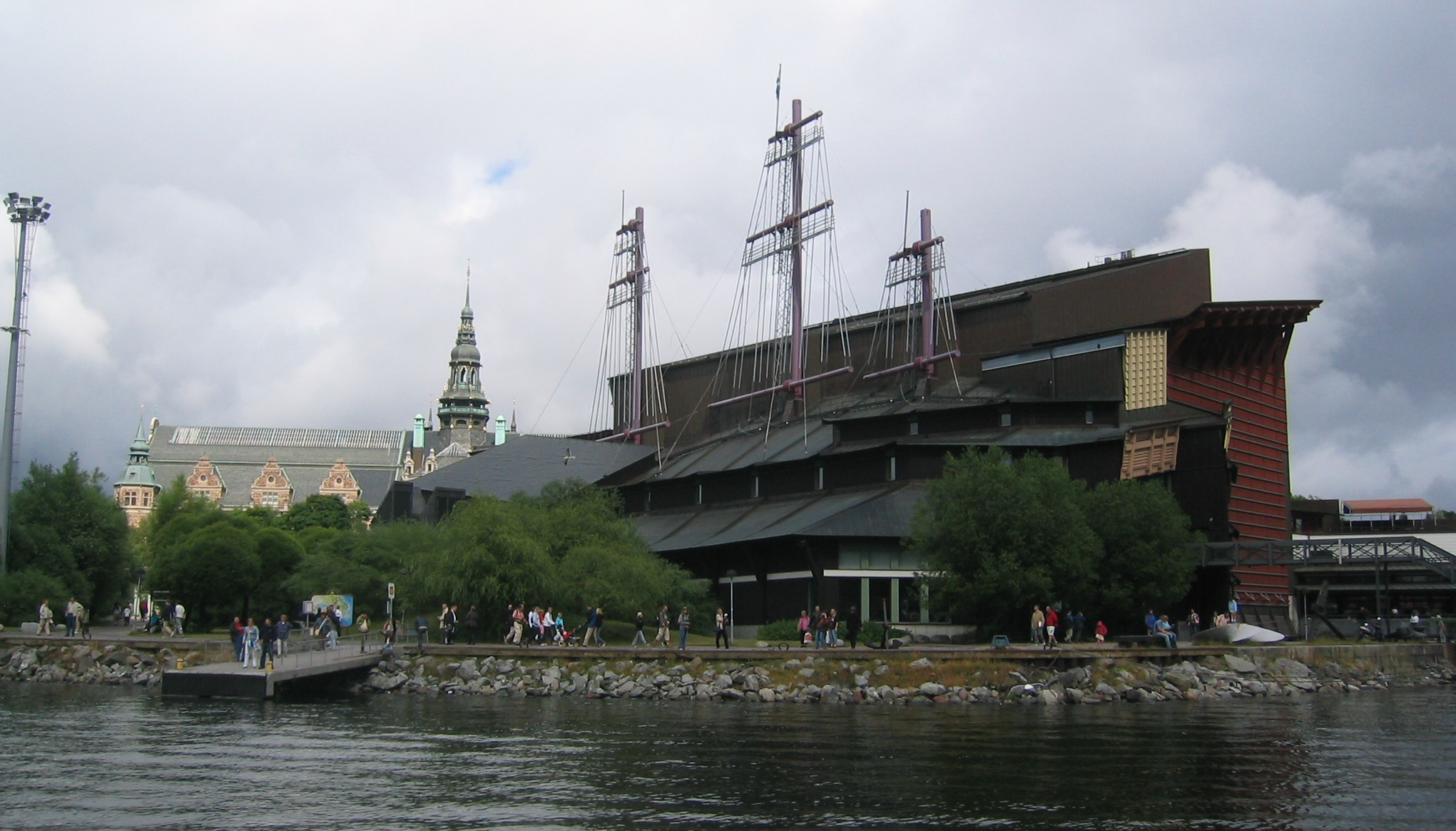
Vasa múzeum Stockholmban az öböl felől

A hajó Stockholmban, a Djurgården-félszigeten a Vasa Múzeumban (é. sz. 59° 19′ 41″, k. h. 18° 05′ 27″59.327931°N 18.090933°E) 1990 óta látogatható. A múzeum nem messze épült attól a helytől, ahol a hajót eredetileg építették, és hatalmas épülete magában foglalja a hajót, és azt körbevéve hét szinten tartalmaz kiállításokat. Ezek a 17. századi Svédországról, a hajóépítésről, az elsüllyedésről, a kiemelésről, továbbá a harmincéves háborúról, a hajón talált különböző tárgyakról, valamint a konzerválás nehézségeiről szólnak.
A kiemelés után átmenetileg egy könnyűszerkezetes épületet (Vasavarvet) emeltek a Vasa fölé. Ebben már volt galéria is a látogatók számára, de nem volt alkalmas tömegek fogadására. Az alumínium épületet egy erős vihar is megrongálta.
A svéd kormány 1981-ben pályázatot írt ki egy állandó épület tervezésére, melyre 384-en jelentkeztek. A nyertes Göran Månsson és Marianne Dahlbäck svéd építészek lettek. 1987. november 2-án az építkezés Bertil svéd királyi herceg alapkőletételével kezdődött el. A múzeumot hivatalosan 1990. június 15-én nyitották meg.
A múzeumban a Vasán kívül nyaranta két másik hajó is látogatható: Sankt Erik, Svédország első, 1915-ben épített jégtörője és Finngrundet az 1903-ban épített világító(torony)hajó.

## Képek

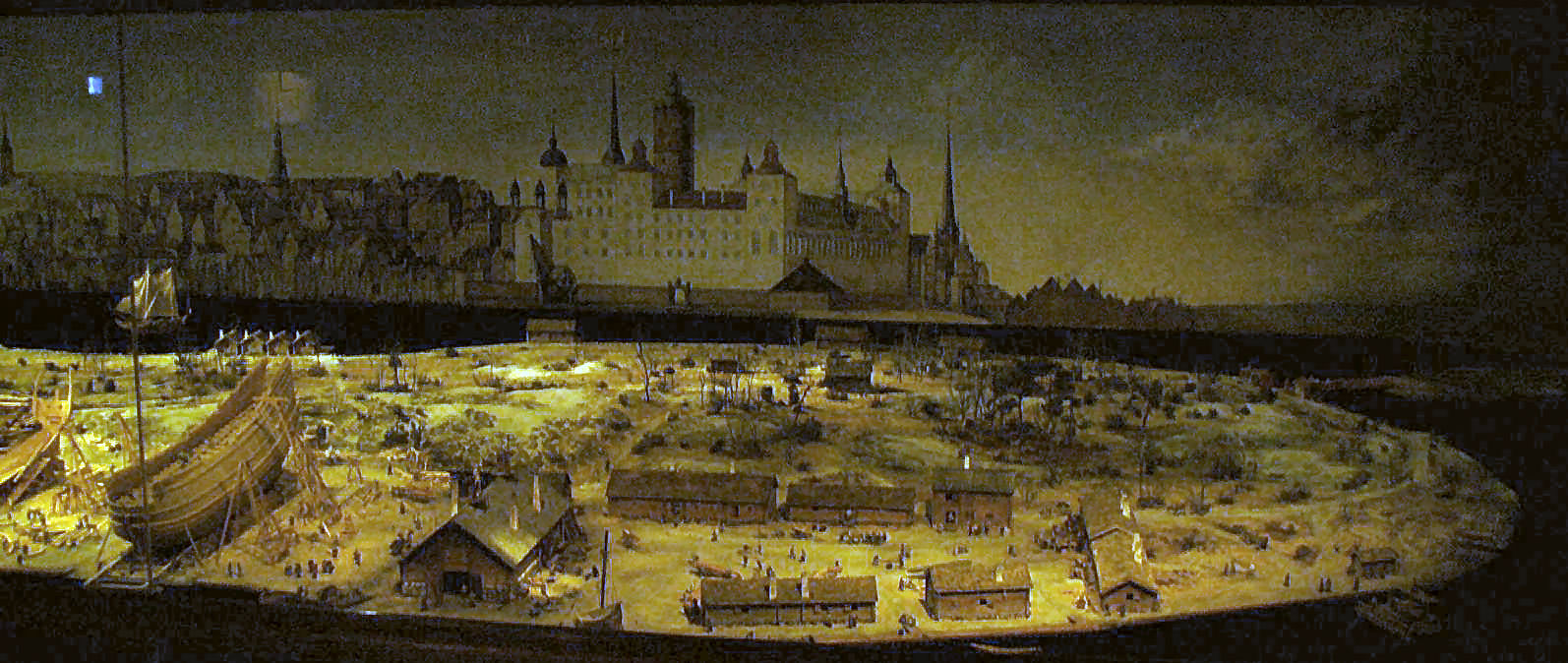
Vasa építése – makett. Előtérben a Djurgarden szigete, háttérben a Gamla Stan és a királyi vár. A Vasa baloldalt elöl látható
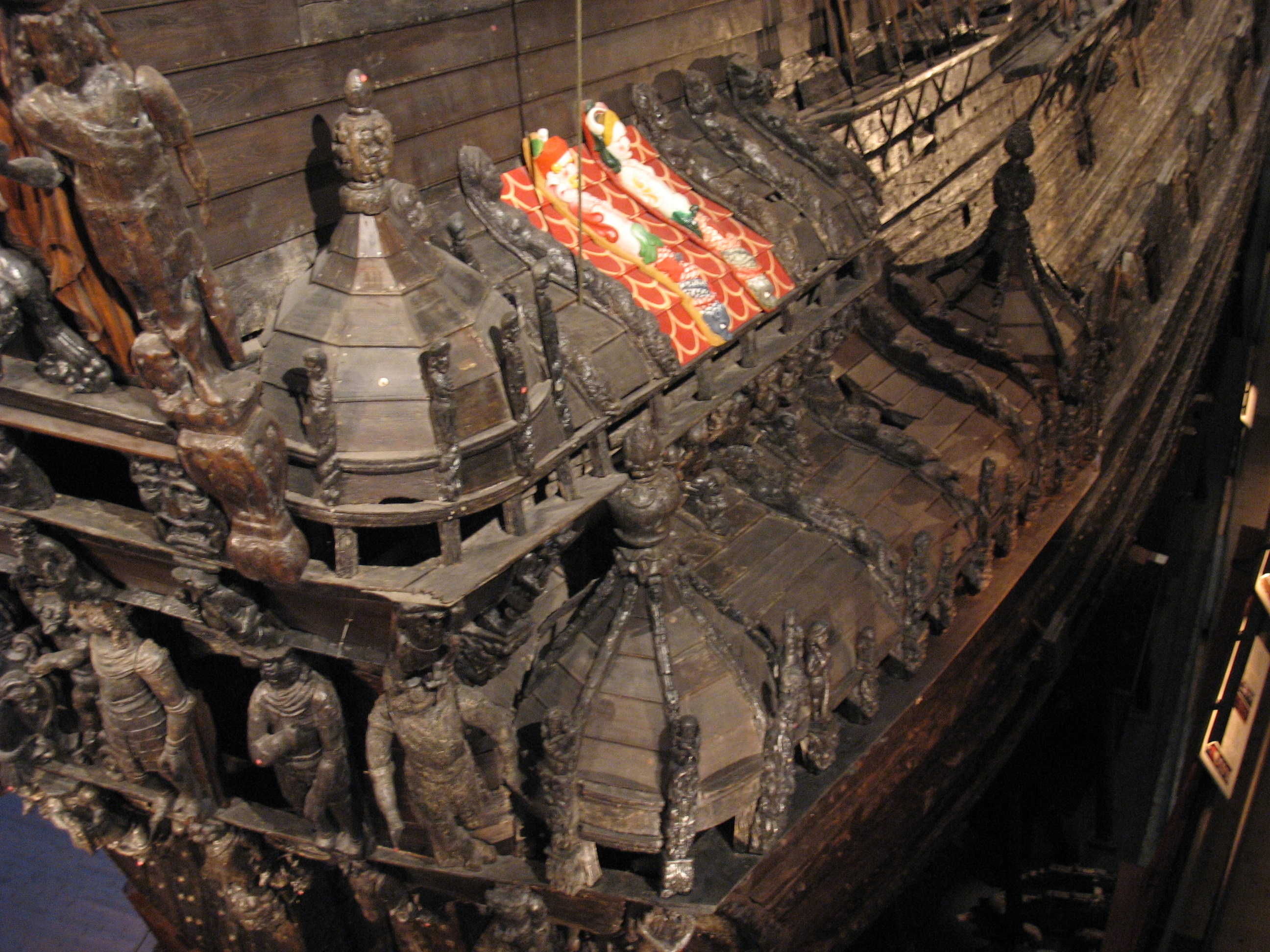
Néhány fedőlap eredeti színű reprodukciója
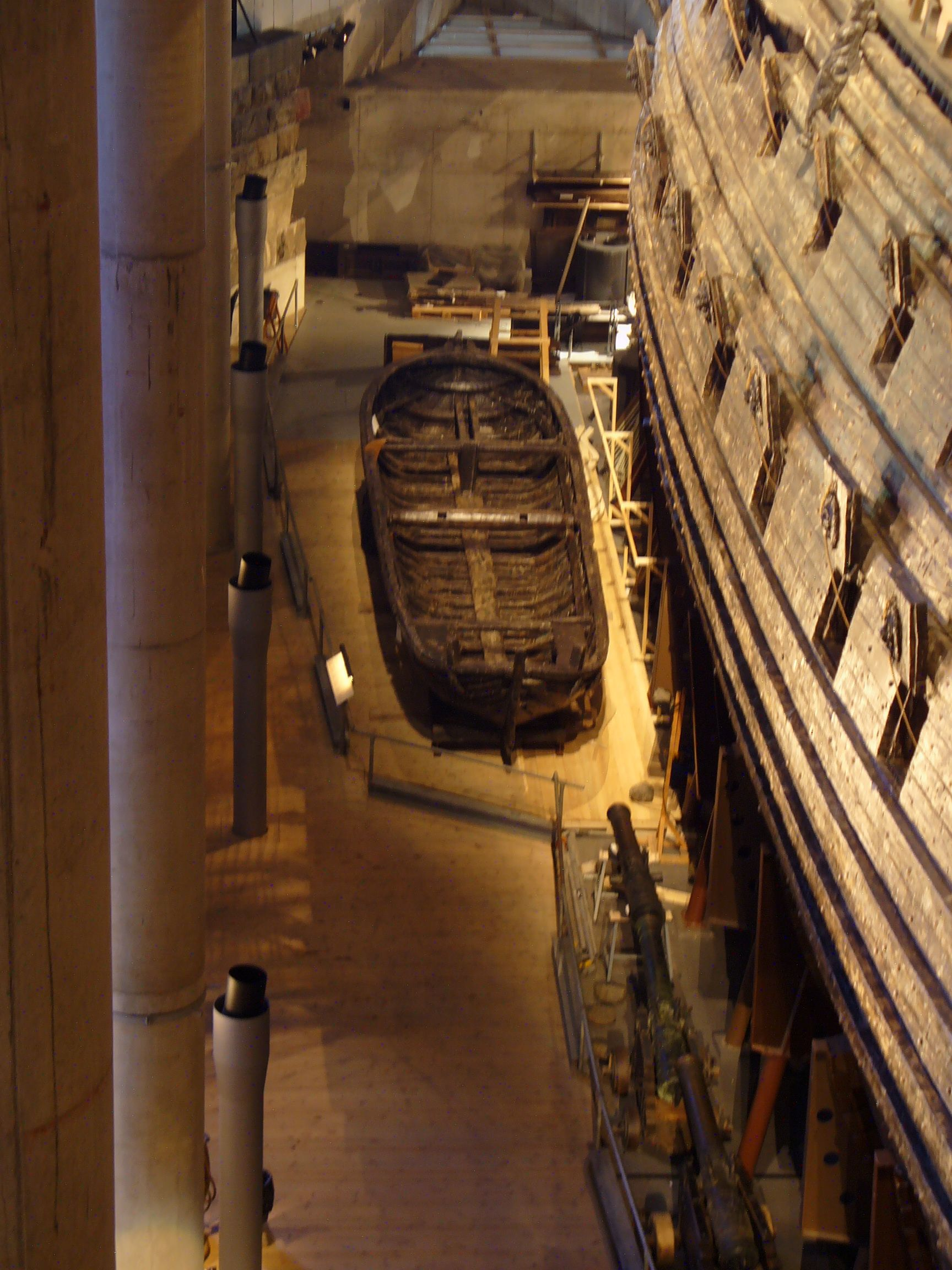
A Vasa mentőcsónakja. A hajó mellett látszanak az ágyúi is
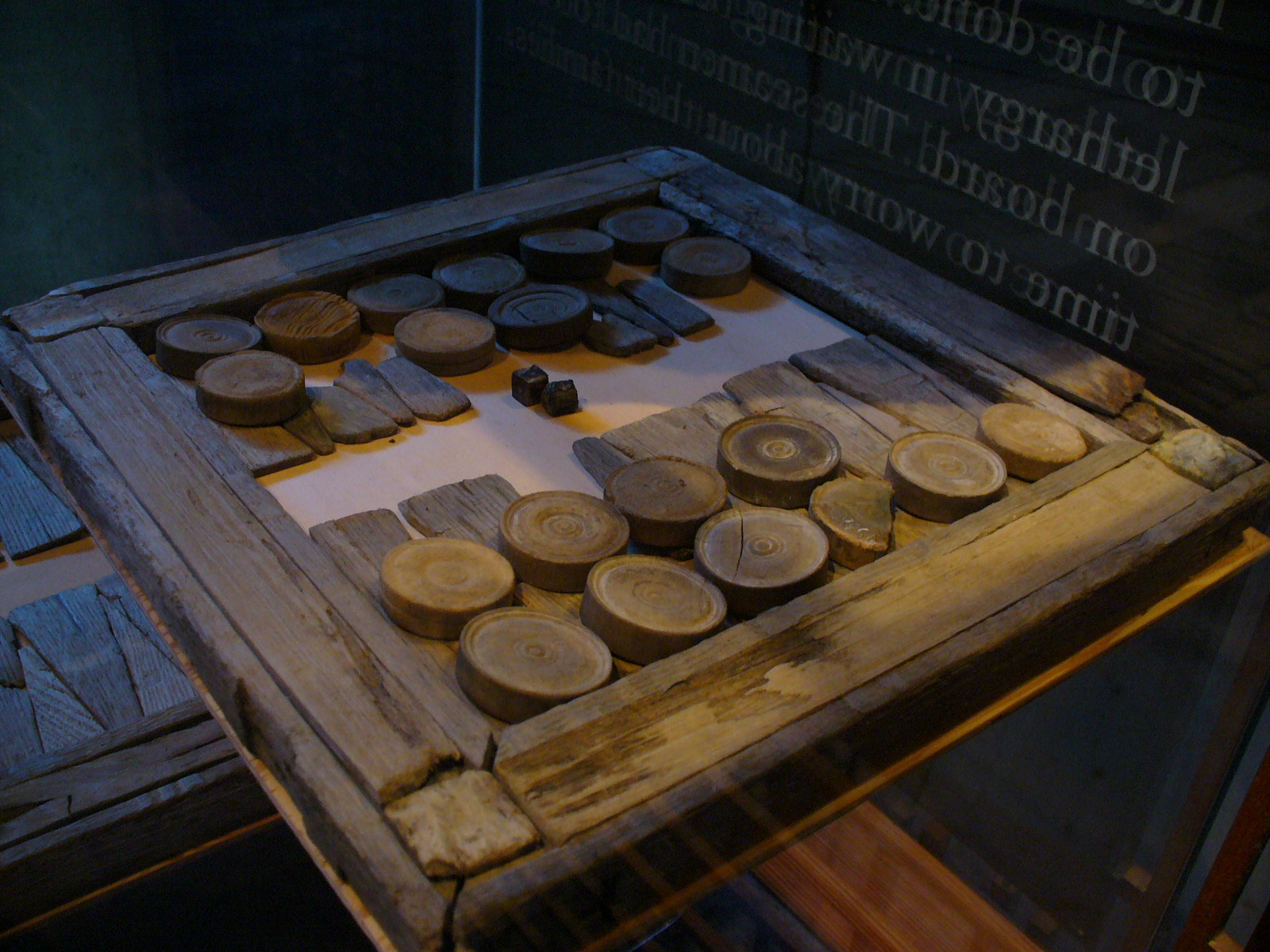
Egy, a hajón talált játék (backgammon)
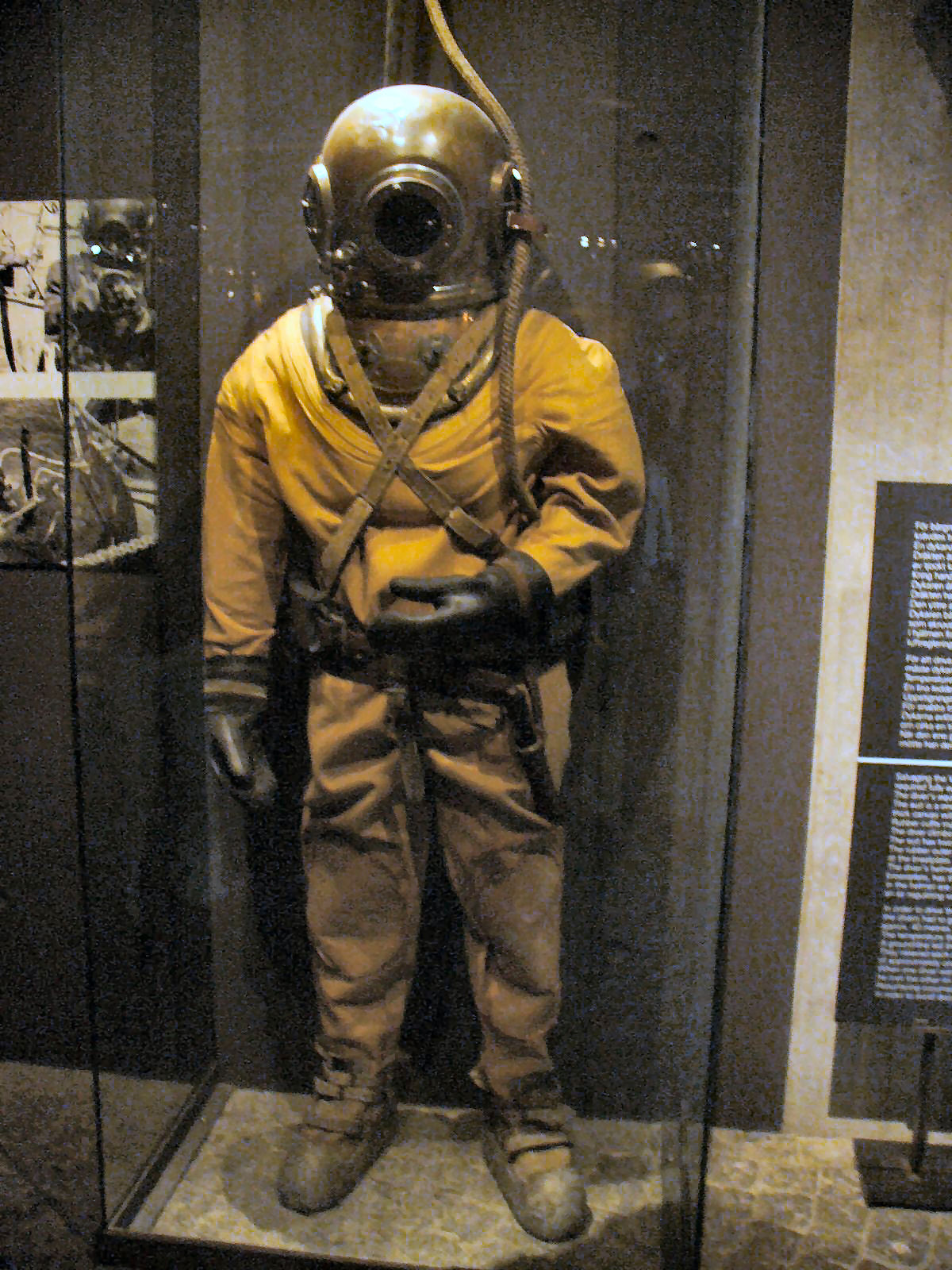
A hajó kiemelésekor használt búvárruha
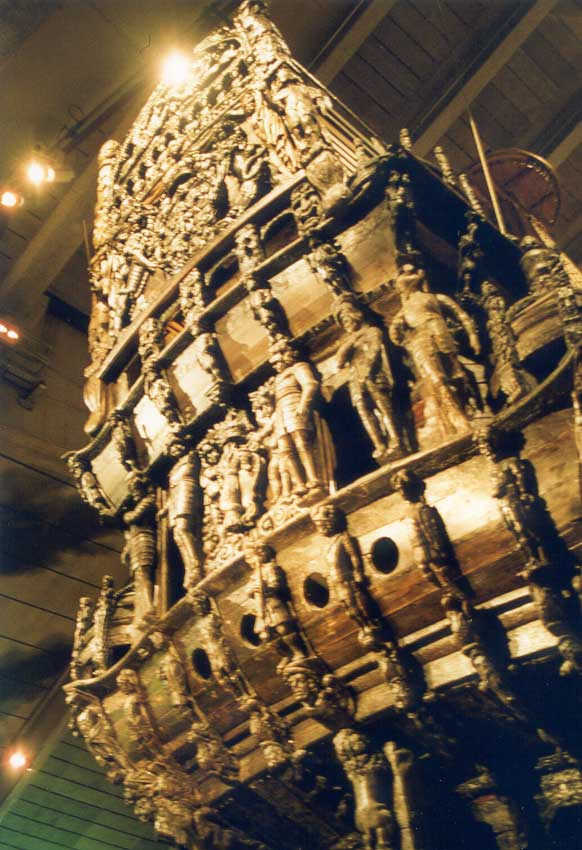
A Vasa rendkívül díszes hátfala
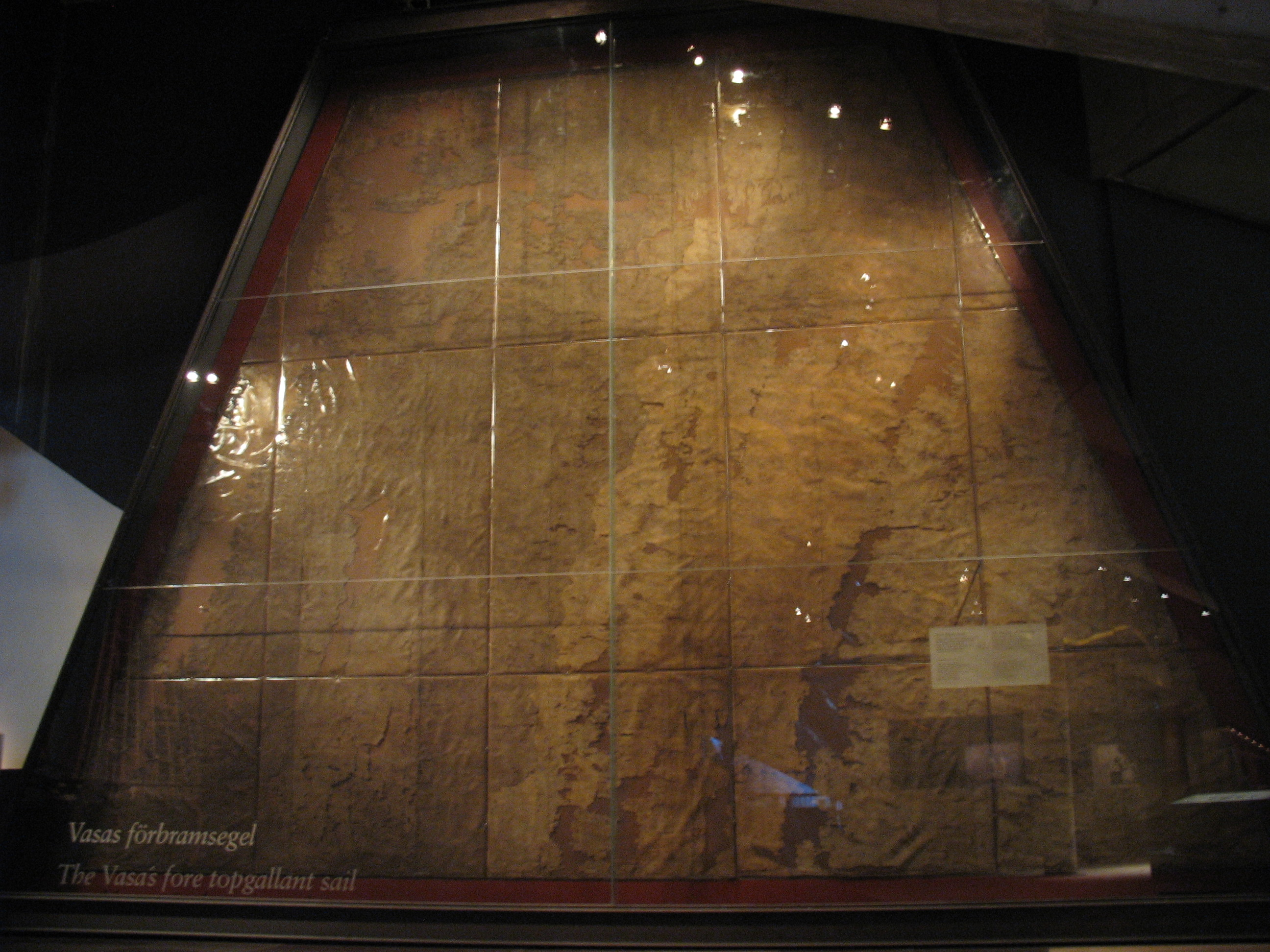
A Vasa vitorláit is rekonstruálták, ez a legnagyobb darab, a tatvitorla

## Külső hivatkozások
- A Vasa múzeum MAGYAR lapja
- A kiemelés és konzerválás története
- Andy Carvin Vasa képei